# Streptanthus oliganthus
Streptanthus oliganthus är en korsblommig växtart som beskrevs av Reed Clark Rollins. Streptanthus oliganthus ingår i släktet Streptanthus och familjen korsblommiga växter. Inga underarter finns listade i Catalogue of Life.